# アルフレド・マルカノ
アルフレド・マルカノ（Alfredo Marcano、1947年1月17日 - 2009年4月5日）は、ベネズエラの男性プロボクサー。元WBA世界ジュニアライト級王者。

## 来歴
1966年3月4日、ベネズエラでプロデビュー。
1969年12月8日、リカルド・アルレドンドと対戦し、10回判定負け。1970年1月1日の再戦では10回判定勝ち。
1970年10月31日、エルネスト・マルセルと対戦し、10回判定負け。
1971年2月4日、千葉信夫と対戦し、6回KO勝ち。
1971年5月4日、エルネスト・マルセルと再戦するも、またしても10回判定負け。
1971年7月29日、47戦目で世界王座初挑戦。WBA世界ジュニアライト級王者小林弘に挑戦し、10回TKO勝ちで世界王座を獲得した。この試合はリングマガジン アップセット・オブ・ザ・イヤーに選出された。
1971年11月6日、防衛戦で岩田健二と対戦し、4回KO勝ちで初防衛に成功した。
1972年4月25日、2度目の防衛戦でベン・ビラフロアと対戦し、15回判定負けで王座から陥落した。
1974年7月29日、WBC世界フェザー級王座決定戦でボビー・チャコンと対戦し、9回TKO負けで王座獲得ならず。
1975年3月22日の試合を最後に引退した。

## 獲得タイトル
- WBA世界ジュニアライト級王座（防衛1度）